# ویکی لوئیس
 ویکی لوئیس (انگلیسی: Vicki Lewis؛ زادهٔ ۱۷ مارس ۱۹۶۰) یک هنرپیشه، و صدا پیشه اهل ایالات متحده آمریکا است. وی از سال ۱۹۸۵ میلادی تاکنون مشغول فعالیت بوده‌است.
از فیلم‌ها یا برنامه‌های تلویزیونی که وی در آن نقش داشته است می‌توان به گودزیلا، هر کاری خواهم کرد و چپاندن قوطی‌حلبی اشاره کرد.